# Relaciones Guatemala-Malasia
Las relaciones Guatemala-Malasia son las relaciones internacionales entre Malasia y Guatemala. Los dos países establecieron relaciones diplomáticas el 27 de enero de 1993.

## Relaciones diplomáticas
Guatemala y Malasia entablaron relaciones diplomáticas el 27 de enero de 1993. Ambos países mantienen embajadores concurrentes, Guatemala lo mantiene desde su embajada en Japón y Malasia lo mantiene desde su embajada en México.